# James Morier
Pour les articles homonymes, voir Morier.
James Justinian Morier, né en 1780 à Smyrne et mort le 19 mars 1849 à Brighton, est un diplomate britannique, voyageur et écrivain connu pour ses romans sur la Perse, en particulier pour les deux volumes d'aventures de Hadji Baba.

## Biographie
Il était un des agents de John Malcolm avec qui il arrive en Inde avant de rejoindre Téhéran. Il envoie Charles Christie à Ispahan et Henry Pottinger dans le Baloutchistan. De même, il charge un officier de l'armée des Indes, John Macdonald Kinneir, d'étudier la route de Cyrus et d'Alexandre (1813-1814).
Il dresse une description complète de la perse dans des ouvrages de géographie et dans des romans.

## Œuvres
- Travels in Persia, Armenia and Asia Minor, to Constantinople, 1812.
- Second journey through Persia, Armenia, and Asia Minor, to Constantinople, 1818.
- The Adventures of Hajjî Baba of Ispahan, 1824. Traduit en français sous le titre Les Aventures de Hadji Baba d'Ispahan par Elian Judas Finbert, 1933.
- The Adventures of Hajjî Baba of Ispahan in England, 1828. Traduit sous le titre Les Aventures de Hadji Baba en Angleterre par Robert Pépin, 1986.
- Zohrab, or the Hostage, 1832.
- Ayesha, the Maid of Kars, 1834.
- The Mirza, 1841.